# Cytheropteron champlainum
Cytheropteron champlainum är en kräftdjursart som beskrevs av Eunice Thompson Cronin 1984. Cytheropteron champlainum ingår i släktet Cytheropteron och familjen Cytheruridae. Inga underarter finns listade i Catalogue of Life.